# Ben Freha
Ben Freha è un comune dell'Algeria, situato nella provincia di Orano.